# Monte Helicón
Helicón (en griego, Ἑλικών, Helikồn; en latín, Hĕlĭcōn, -ōnis, literalmente «el (monte) tortuoso», de ἕλιξ, hélix «espiral, zigzag») es una montaña de la región de Tespias, en Beocia (Grecia). Tiene una altura de 1.748 metros. Está próximo al monte Parnaso, entre el lago Copaide y el golfo de Corinto. En la mitología griega el Helicón está consagrado a Apolo y las musas (llamadas helicónides) lo mismo que las fuentes Aganipe e Hipocrene, situadas en él.
La parte oriental estaba especialmente consagrada a las musas, e incluía la cueva sagrada de las Musas (con numerosas estatuas que fueron trasladadas a Constantinopla por Constantino el Grande donde fueron destruidas por el fuego en 404), la fuente de Aganipe, que inspiraba a los que bebían de ella, y la fuente de Hipocrene (“fuente del caballo”, creada por un golpe de Pegaso), probablemente la actual Makarioitissa; las dos fuentes formaban los riachuelos Olmeios y Permesos, cuya unión formaba el Haliarto, que desaguaba en el lago Copaide.

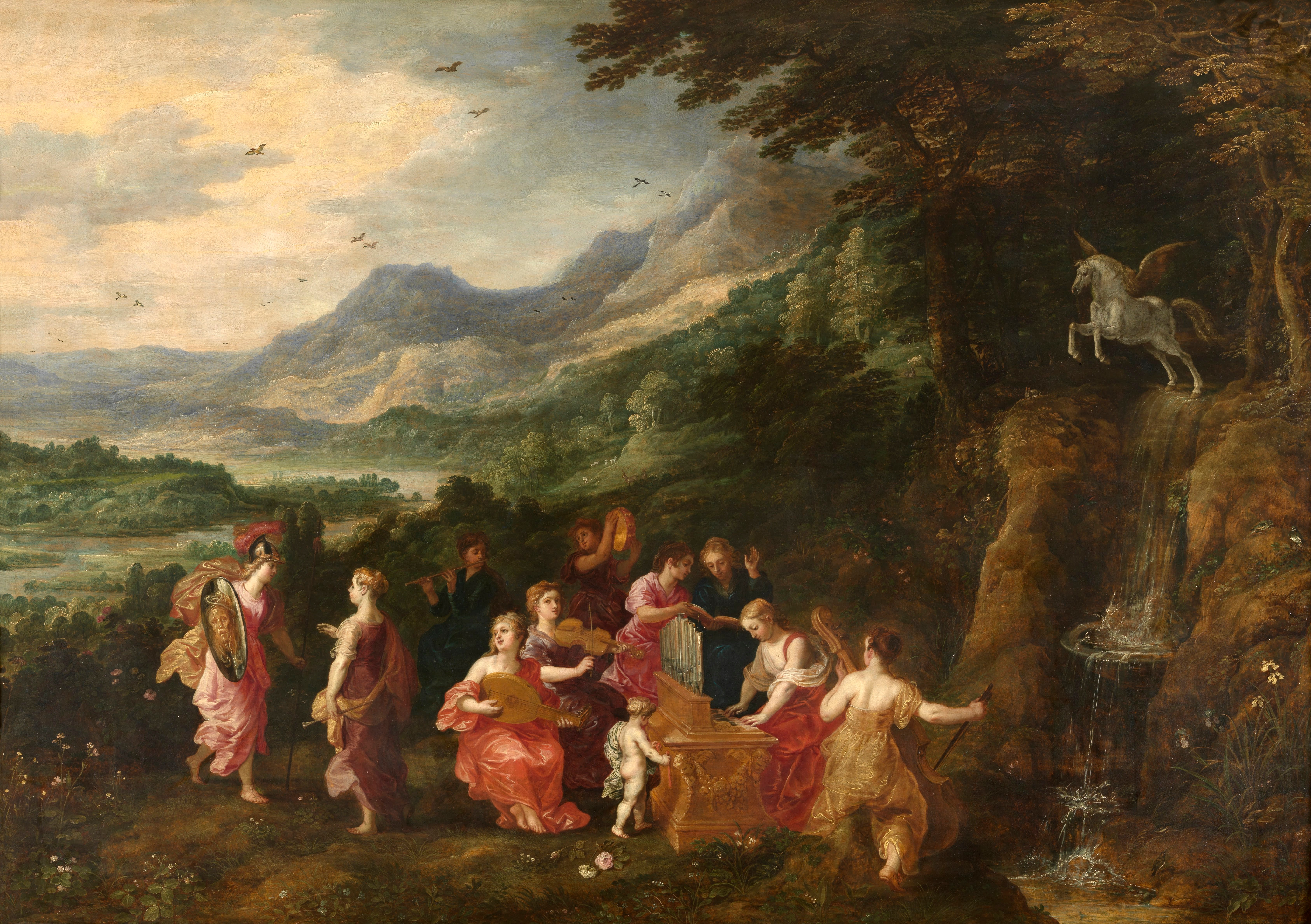
Joos de Momper: Helicón o Visita de Minerva a las Musas. Museo Real de Bellas Artes de Amberes.

Unos juegos dedicados a las Musas (los Museia) se hacían en la zona de la cueva, que hoy lleva el nombre de San Nicolás, por un convento y una iglesia construidos al pie del propio monte Marandali, uno de los principales. Se estableció una escuela de poetas griegos fijada en Ascra (actual Pyrguáki), al pie de la montaña, que fue la residencia del más famoso poeta de la escuela, Hesíodo.
Una parte de la sierra, también dedicada a las Musas, llevaba el nombre de monte Libetrio (al sur del lago Copaide), y correspondería, probablemente, al actual Zagara o a Granitza (este último es más probable que fuese el monte Lafistio), donde también había algunas estatuas de las musas y ninfas, las fuentes Lebetriada y Petra y una cueva dedicada a las ninfas libetrias.
El pico más alto de la sierra es el actual Paleovuni (1524 metros).